# Isabel Lhano
Isabel Martins Lhano (Vila do Conde, 1953 - Vila do Conde, 10 de diciembre de 2023), fue una artista portuguesa. Luchó contra el Estado Nuevo y fue arrestada por la PIDE por distribuir panfletos contra la Guerra colonial portuguesa. Fue una de las fundadoras de UMAR - Unión de Mujeres Alternativas y de Respuesta.

## Biografía
Isabel Martins Lhano nació en Vila do Conde y era hija del artista Martins Lhano y la hermana de las artistas visuales Bárbara Martins y Graça Martins. A los 3 años se fue a vivir a la ciudad de Oporto y fue donde comenzó a pintar murales y donde completó sus estudios secundarios en la Escola Artística Soares dos Reis. En 1971 inició la carrera de Pintura en la Facultad de Bellas Artes de la Universidad de Oporto, habiendo recibido una beca de la Fundación Calouste Gulbenkian ese año y en 1972.
Lhano fue profesora de Educación Visual, ilustradora en la editorial Asa, y también realizó paneles de interiores, carteles, escenografías y murales urbanos. Fue responsable de la programación y dirección artística de la Galería Auditorio Municipal de Vila do Conde (1992) y formó parte del equipo de dirección artística de la galería Delaunay (1996-1999).
Lhano fue una resistente antifascista que formó parte del Movimiento Estudiantil de Resistencia al Fascimo. Fue detenida por la PIDE por distribuir folletos contra la guerra colonial y suspendió un examen en la Facultad, por haber presentado un cuadro sobre "una masacre perpetrada por soldados portugueses en un pueblo de Mozambique". Posteriormente se afilió a la UDP y al GDUP y fue en ese contexto que participó en la campaña presidencial de Otelo Saraiva de Carvalho. También apoyó, en diferentes momentos y campañas políticas, del Bloque de Izquierda.
Lhano también fue una activista social y feminista, habiendo formado parte del Comité de Vecinos de la Zona Sur de Vila do Conde- Fue una de las fundadoras de la asociación UMAR, en 1976, y una de las organizadoras del primer Primero de Mayo, una manifestación contra la precariedad laboral, en la ciudad de Oporto.
El 10 de diciembre de 2023, en Vila do Conde, Lhano murió de un aneurisma.

## Trabajo
Como artista visual, Lhano estuvo influenciada por la obra de Robert y Sonia Delaunay y utilizó técnicas realistas, figurativas y monocromáticas, con una fuerte presencia de la figura de la mujer y temas relacionados con la violencia, la guerra y la defensa de democracia.
Los trabajos de Lhano han expuesto en varios museos y espacios culturales tanto nacionales como internacionales, como el Museo Amadeo de Souza-Cardoso, el Museo de Arte Contemporáneo de Cerveira, la delegación norte del Ministerio de Cultura y la Fundação Engenheiro António Almeida, habiendo presentado también su trabjo en varias exposiciones tanto en Portugal como en el extranjero, tales como: 
- 2023 - Exposición antológica Império da Beleza;
- 2022 - Cuerpo Plural;
- 2004 – Alabanza Esencial;
- 1985 - Inquietações, primera exposición del artista presentada en la Fundación Eugénio de Almeida .

### Murales[3][6]
- Homenaje a Sónia Delaunay - Vila do Conde;
- Sequía de Bacalhau - mural dedicado a los trabajadores de la antigua sequía del bacalao en Vila do Conde.

### Portadas[3][1][6]
Realizó las portadas de algunos libros de autores como Valter Hugo Mãe (libro O Nosso Reino), Rita Ferro Rodrigues y Daniel Maia Pinto, así como portadas de discos de la banda Mão Morta.
En 2004 editó el libro Afectos y otros afectos, en coautoría con Valter Hugo Mãe y Jorge Reis-Sá.

## Reconocimientos
En 1999 obtuvo el 1º Premio en el Concurso Gráfico de Sarrió, con el catálogo Acto do Corpo, en la Sociedad Nacional de Bellas Artes.
En 2023, los municipios de Póvoa de Varzim y Vila do Conde organizaron conjuntamente un homenaje a Lhano por sus 50 años de carrera en las artes visuales y sus 40 años exponiendo su obra. El homenaje incluyó exposiciones y un libro antológico titulado Isabel Lhano. El 11 de diciembre de 2023, la Asamblea Municipal de Oporto aprobó por unanimidad un voto de condolencia por su fallecimiento.